# Thomas Treu
Thomas Treu (Thomas Michael Treu; * 17. Jänner 1949 in Wien) ist ehemaliger Offizier des militärmedizinischen Dienstes (Militärarzt) des Österreichischen Bundesheeres (ÖBH).

## Jugend und Familie
Treu wurde am 17. Januar 1949 als Sohn des österreichischen Diplomaten und Widerstandskämpfers Emanuel Treu und seiner Gemahlin Christina, geb. Popović, einer Philologin und späteren UN-Beamtin, in Wien geboren. Er wuchs vorwiegend in England, USA, Brasilien, Kolumbien, Schweiz und Frankreich auf. Erst mit 16 Jahren kam er endgültig nach Wien zurück und studierte nach Matura am Theresianum Medizin, Sprachen und Philosophie an der Universität Wien. 1980 wurde er zum Doktor der gesamten Heilkunde promoviert. Danach folgten bis 1988 seine Ausbildungen zum praktischen Arzt, zum Facharzt für Urologie und Andrologie im Schwerpunktkrankenhaus in Oberwart, sowie an den urologischen Universitätskliniken in Wien und Paris und die Ausbildung zum Notarzt. 1992 absolvierte er einen Lehrgang für das Krankenhausmanagement und graduierte 2012 am Institut für Recht und Ethik der Universität Wien zum Master of Science (M.Sc.). Treu ist Vater zweier Töchter aus erster Ehe und ist in zweiter Ehe mit der Ärztin Maria Paloma Treu, geb. Herglotz, verheiratet.

## Militärärztliche Laufbahn
Vor seinem Eintritt in das ÖBH bekleidete Treu verschiedene Funktionen als ziviler Arzt und war als Reservist Offizier in der Miliz. 1990 wurde er aktiver Offizier im Sanitätsdienst des Österreichischen Bundesheeres und war zunächst bei der Truppe als Kommandant der Feldambulanz 9 und Brigadearzt der 9. Panzergrenadierbrigade (PzGrenBrig) eingesetzt und absolvierte den katastrophenmedizinischen Lehrgang der französischen Armee an der Universität in Paris. 1992 übernahm er die Leitung der Urologie und Andrologie im Heeresspital Wien und war im Austausch u. a. am Universitätskrankenhaus der französischen Armee „Val de Grâce“ in Paris tätig. Per 1. März 2003 wurde er zum Kommandanten der Sanitätsschule und am 1. April 2003 zusätzlich zum Sanitätschef (Waffengattungschef) des ÖBH ernannt. Die Ernennung zum Sanitätschef erfolgte u. a. aufgrund der Entscheidung des früheren Verteidigungsministers Herbert Scheibner (damals noch FPÖ), einen Tierarzt als Leiter des Militärischen Gesundheitswesen in der Zentralstelle des ÖBH einzuteilen. Als ranghöchster Humanmediziner des Bundesheeres vertrat Brigadier (international: Brigadier General) Treu damit die Medizin des Österreichischen Bundesheeres sowohl in der Öffentlichkeit als auch in nationalen und international Organisationen (u. a. NATO und CIMM). In dieser Funktion organisierte er, nicht zuletzt durch seine vielseitigen Sprachkenntnisse u. a. die ersten Gespräche zwischen kroatischen und serbischen Offiziere nach dem Krieg in ex-Jugoslawien.
Auf Grund kritischer Äußerungen betreffend die medizinischen Versorgung der Truppe im Einsatz fiel Treu in Ungnade und seine damalige Funktion des Sanitätschefs wurde im Zuge der Heeresreform 2008 abgeschafft. Auf eigenen Wunsch karenziert, absolvierte er in Folge den „Lehrgang für Patientensicherheit und Qualität im Gesundheitswesen“ am Institut für Recht und Ethik der Universität Wien. Treu trat Ende 2013 in den Ruhestand.

## Auslandseinsätze
Treu diente im Jahr 1991 im Iran als Kommandant und ärztlicher Leiter des Feldspitals UNAFHIR, eines humanitären Einsatzes zur Kurdenhilfe auf Ersuchen des Hohen Flüchtlingskommissars der Vereinten Nationen sowie 2000 als Bataillonsarzt bei KFOR, dem NATO Einsatz im Kosovo.

## Sonstiges
In der Interessengemeinschaft Österreichischer Militärärzte und -apotheker (IGÖM) war er seit der Gründung darin Vorstandsmitglied und Fortbildungsreferent und von 2005 bis 2012 deren Präsident und in der Österreichischen Gesellschaft für Wehrmedizin und Wehrpharmazie war er Vorstandsmitglied und Fortbildungsreferent.
Er ist zurzeit im humanitär-sozialen Bereich tätig als stellvertretender Generalsekretär und Chefarzt der Österreichischen Albert Schweitzer-Gesellschaft (ÖASG).
Treu ist Mitglied im philanthropischen Verein der Shriners und Vizepräsident der österreichischen Sektion Almas Shirne Club Austria.

## Auszeichnungen
Treu wurde für seine Arbeit als Sanitätschef des Österreichischen Bundesheeres wiederholt ausgezeichnet, er ist u. a. Offizier der französischen Ehrenlegion und Träger des Großen Verdienstkreuzes des Verdienstordens der Bundesrepublik Deutschland.
2013 wurde ihm das Große Ehrenzeichen für Verdienste um die Republik Österreich verliehen.